# We Are Domi
We Are Domi, también conocida simplemente como DOMI, es una banda de electropop checo-noruega, formada en 2018 y originario de Praga, República Checa. El grupo está compuesto por la vocalista principal Dominika Hašková, hija del jugador de hockey checo retirado Dominik Hašek, el guitarrista Casper Hatlestad de Stavanger y el tecladista Benjamin Rekstad de Nesodden. Los tres se conocieron durante sus estudios en el Leeds College of Music.
Habiendo ganado la selección nacional checa ESCZ 2022 en diciembre de 2021, la banda representó a la República Checa en el Festival de Eurovisión 2022 con la canción "Lights Off".

## Historia

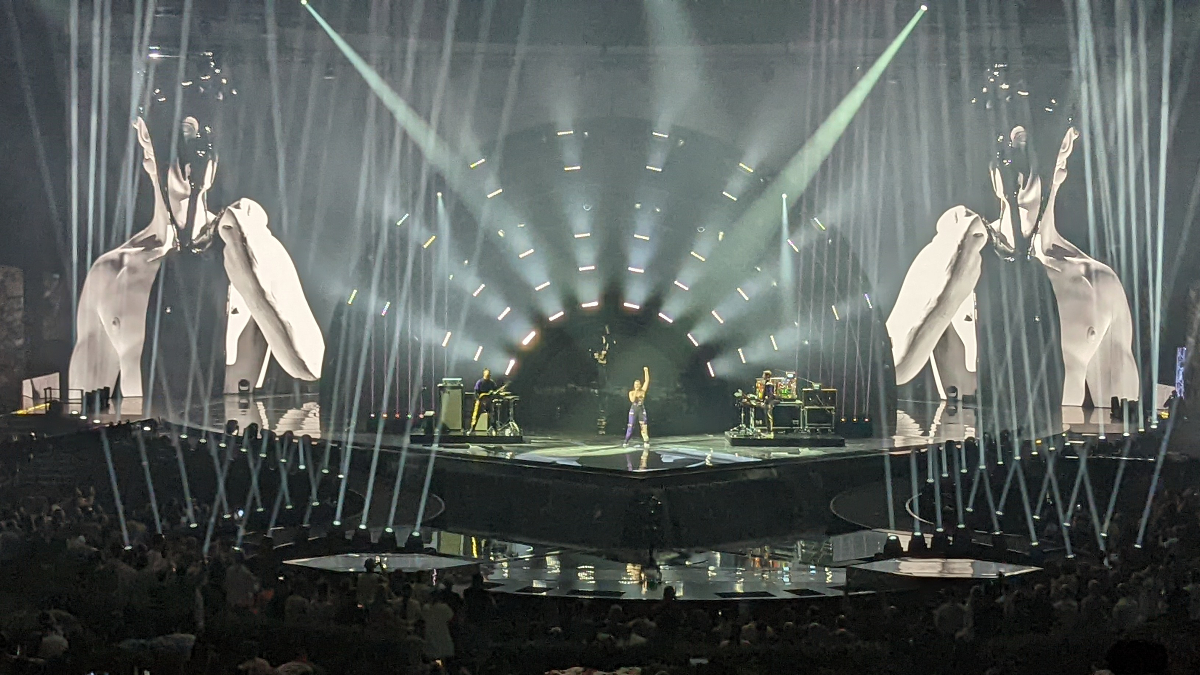
We Are Domi en el Festival de Eurovisión 2022

We Are Domi se formó en 2018 en Leeds, Reino Unido. Sus miembros proceden de la República Checa y de Noruega. Dominika Hašková, solista principal, nació en Buffalo, New York, hija de padres checos. 
En 2021, la banda fue anunciada como una de los siete actos que participarían en el concurso de música ESCZ 2022, que sirvió como la selección nacional checa para el Festival de la Canción de Eurovisión 2022. El ganador se determinó mediante una combinación de votos de un jurado internacional (50%), los votos del público internacional (25%) y los votos del público checo (25%). Cabe destacar que las votaciones estuvieron abiertas entre el 7 y el 15 de diciembre de 2021 a través de la aplicación oficial del Festival de la Canción de Eurovisión. Finalmente, el 16 de diciembre de 2021, We Are Domi ganó la preselección con un total de 21 puntos. En el festival en Turín consiguieron superar la semifinal clasificándose en cuarta posición, y obtuvieron el puesto 22 en la Gran Final del 14 de mayo. Además, con su tema entraron en las lista de ventas de varios países europeos como Suecia y Reino Unido.
Después de su participación en Eurovisión, lanzaron tres nuevos sencillos: "Alive", "Paradise" y "FU". Junto a sus sencillos "Say the word" Y "Golden" se publicó su primer EP.
En enero de 2024 lanzaron al mercado "Glow" una balada electrónica que mostraron por primera vez al público en 2020 a través de su cuenta de Instagram.

## Miembros
- Dominika Hašková (2018-presente) - voz
- Casper Hatlestad (2018-presente) - guitarra
- Benjamin Rekstad (2018-presente) - teclados

## Discografía

### Sencillos
- "Let Me Follow" (2019)
- "Wouldn't That Be Nice" (2019)
- "I'm Not Alright" (2020)
- "Someone New" (2020)
- "Come Get Lost" (2021)
- "Lights Off" (2021)
- "High-Speed kissing" con Lake Malawi (2022)
- "Alive" (2022)
- "Paradise" (2023)
- "FU" (2023)
- "Say the word" (2023)
- "Golden" (2023)

Los últimos 5 sencillos junto a Lights Off han formando parte de su primer EP, llamado "We are Domi - EP".
- "Glow" (2024)